# Raimundo Amador Fernández
Raimundo Amador (né à Séville le 26 mai 1959) est un chanteur et guitariste espagnol de rock et flamenco.

## Biographie
Avec son frère Rafael Amador, il forme en 1980, Pata Negra qui se fait rapidement connaître de la scène espagnole. Le groupe se sépare en 1990 puis se reforme en 2005.
Raimundo Amador participe également à de nombreux concerts avec le guitariste et compositeur américain B.B. King. Le titre qui le consacre au grand public est Bolleré (1995) enregistré avec B.B. King, une chanson écrite et composée à l'origine par la française Cathy Claret,.